# Ella Ramsay
Ella Ramsay (Ipswich, 12 luglio 2004) è una nuotatrice australiana.

## Carriera
Ha vinto la medaglia d'argento nella staffetta 4x100 metri misti sia alle Olimpiadi di Parigi 2024 sia ai mondiali di Singapore dell'anno successivo.

## Palmarès
- Giochi olimpici

Parigi 2024: argento nella 4x100m misti.
- Mondiali

Singapore 2025: argento nella 4x100m misti.